# Miroslav Novák (lední hokejista)
Miroslav Novák (* 4. července 1945) je bývalý český hokejový útočník.

## Hokejová kariéra
V československé lize hrál za CHZ Litvínov. Nastoupil v 17 ligových utkáních a dal 2 góly.

## Klubové statistiky
| Sezona    | Klub         | Soutěž  | Základní část | Základní část | Základní část | Základní část | Základní část |
| Sezona    | Klub         | Soutěž  | Z             | G             | A             | B             | TM            |
| --------- | ------------ | ------- | ------------- | ------------- | ------------- | ------------- | ------------- |
| 1963/1964 | CHZ Litvínov | 1. liga | 17            | 2             | -             | -             | -             |